# Raffa Torres
Rafael Torres (São Paulo, 1991) é um cantor e compositor brasileiro. 

## Biografia
Nascido em São Paulo é filho de pais Baianos, por isso cresceu em Vitória da Conquista, Rafael começou a compor aos 10 anos de idade e fez aulas de violão clássico, escrevia músicas e tocava violão nas gincanas da igreja em que frequentava. Aos 18 anos, decidiu seguir carreira como músico e montou uma banda para como intuito de se apresentar em outras igrejas, praças e bares da sua cidade. Porém não conseguiu agendar nenhum show e teve que trabalhar como vendedor externo de linha telefônica para se manter na capital paulista.

## Carreira
Iniciou sua carreira como compositor, escrevendo canções que se tornaram um grande sucesso na voz de grandes artistas, sendo elas: "2050" e "Acertou a Mão", interpretadas por Luan Santana, "Eu Era" e "Tão Feliz", interpretadas por Marcos & Belutti, "Ao Vivo e a Cores", interpretada por Matheus & Kauan e Anitta e "Bom Rapaz", interpretada por Fernando & Sorocaba. Esteve em 4° lugar no ranking dos compositores com maior rendimento no segmento de Rádio em 2018 pelo Escritória Central de Arrecadação e Distribuição (Ecad), no qual contabiliza 147 músicas registradas em seu nome.
Em 2019, decidiu seguir carreira como cantor, lançando seu primeiro DVD nomeado Ao Vivo em São Paulo, tendo como singles a canção "Libera Ela", que alcançou a 5° posição das músicas mais tocadas do Top 100 Brasil e a canção "A Vida É Um Rio", que alcançou a 3ª posição e entrou para trilha sonora da telenovela Salve-se Quem Puder, como tema do casal Luna e Téo, respectivamente interpretados pelos atores Felipe Simas e Juliana Paiva, sendo convidado também pelo autor para uma participação na trama.

## Discografia

### Álbuns ao vivo
| Álbum                | Detalhes                                                                                                  | Certificações |
| -------------------- | --- | ------------- |
| Ao Vivo em São Paulo | - Lançamento: 13 de agosto de 2019 - Formatos: DVD, download digital, streaming - Gravadora: Independente | - PMB: Ouro   |

### Singles

#### Como artista principal
| "Libera Ela"                                                                    | 2019 | 5  | Ao Vivo em São Paulo |
| "A Vida É Um Rio"                                                               | 2020 | 1  | Ao Vivo em São Paulo |
| "Moça do Caixa"                                                                 | 2021 | 1  | Ao Vivo em São Paulo |
| "Primeiro Impulso"                                                              | 2022 | 2  | TBA                  |
| "Asma" (ft. Gustavo Mioto)                                                      | 2023 | 67 | TBA                  |
| "—" denota singles que não entraram nas paradas musicais ou não foram lançados. |      |    |                      |

### Composições
| Título              | Ano  | Artista                 | Melhores Posicões |
| Título              | Ano  | Artista                 | BRA               |
| ------------------- | ---- | ----------------------- | ----------------- |
| "Tão Feliz"         | 2015 | Marcos & Belutti        | 1                 |
| "Eu Era"            | 2017 | Marcos & Belutti        | 1                 |
| "Acertou a Mão"     | 2017 | Luan Santana            | 6                 |
| "2050"              | 2018 | Luan Santana            | 1                 |
| "Ao Vivo e a Cores" | 2018 | Matheus & Kauan, Anitta | 13                |
| "Bom Rapaz"         | 2018 | Fernando & Sorocaba     | 7                 |

## Prêmios e indicações
| Ano  | Prêmio                  | Categoria  | Indicação    | Resultado | Ref. |
| ---- | ----------------------- | ---------- | ------------ | --------- | ---- |
| 2020 | Prêmio Jovem Brasileiro | Aposta PJB | Raffa Torres | Vencedor  |      |